# Erich Koch

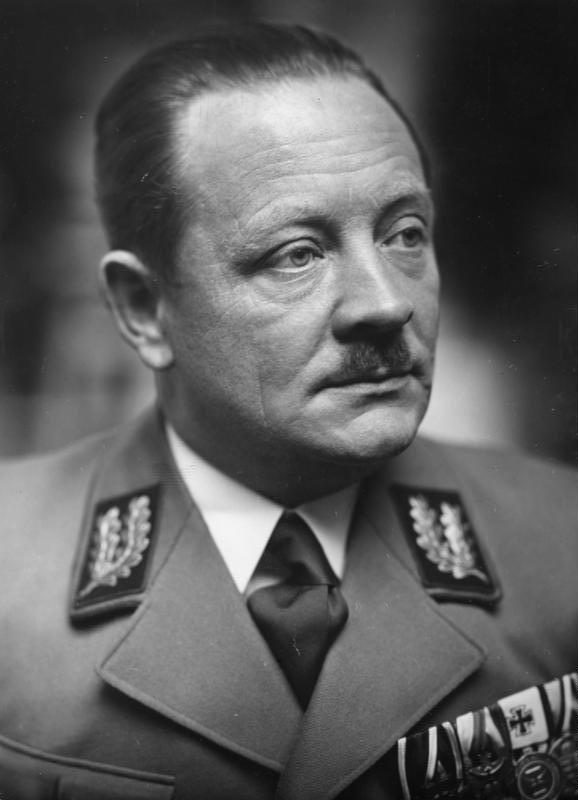
Erich Koch (Oktober 1938)

Erich Koch (* 19. Juni 1896 in Elberfeld, Rheinprovinz; † 12. November 1986 im Staatsgefängnis in Barczewo, Woiwodschaft Olsztyn, Volksrepublik Polen) war von 1928 bis 1945 Gauleiter der NSDAP in Ostpreußen. Im Zweiten Weltkrieg war er von 1941 bis 1945 Chef der Zivilverwaltung im besetzten Bezirk Bialystok und von 1941 bis 1944 Reichskommissar im Reichskommissariat Ukraine. 1950 von der britischen Militärregierung in Deutschland an Polen ausgeliefert, wurde er dort 1959 zum Tode verurteilt. Die Strafe wurde ein Jahr später in lebenslange Freiheitsstrafe umgewandelt.

## Leben
Erich Koch wurde als Sohn des Werkmeisters Gustav Adolf Koch (1862–1932) und dessen Ehefrau Henriette geb. Matthes (1863–1939) geboren. Nach einer Kaufmannslehre ging er als Anwärter für den mittleren Dienst zu den Preußischen Staatseisenbahnen. Im Ersten Weltkrieg war er von 1915 bis 1918 Soldat. Danach kämpfte er als Angehöriger eines Freikorps gegen die polnischen Aufstände in Oberschlesien.
1922 wurde er Mitglied der NSDAP. Ab 1922 war er in verschiedenen Funktionen für die Gauleitung Ruhr tätig. Während des Ruhrkampfes gehörte er zum Kreis von Albert Leo Schlageter. 1926 wurde Koch Mitglied der neu begründeten NSDAP (Mitgliedsnummer 32.627, später zu Nummer 90 umgewandelt) und wegen seiner politischen Tätigkeit aus dem Eisenbahndienst entlassen. 1927 wurde er Bezirksführer der NSDAP in Essen, später stellvertretender Gauleiter des NSDAP-Gaues Ruhr.

### Gauleiter in Ostpreußen

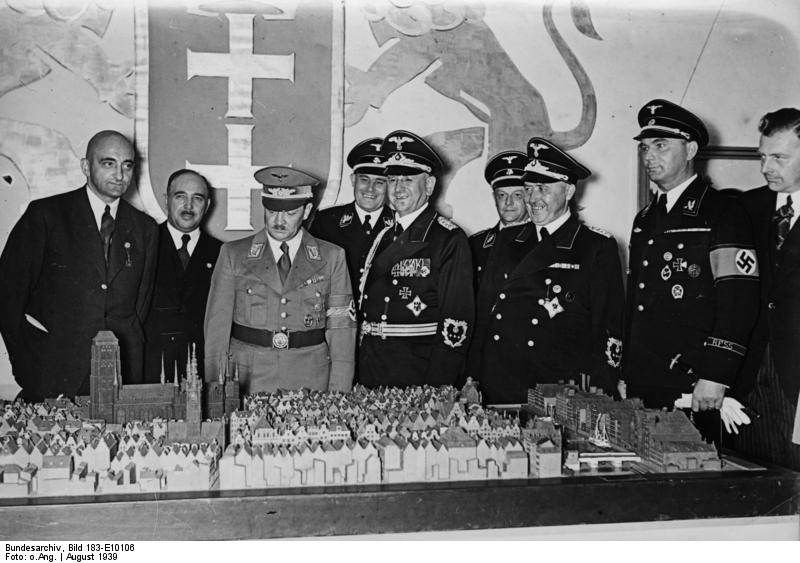
Eröffnung der 27. Deutschen Ostmesse in Königsberg am 20. August 1939; beim Rundgang durch die Ausstellung v. l. n. r. (erste Reihe): Erich Neumann, Erich Koch, Friedrich Landfried, Hans Pfundtner, Arthur Greiser, Harry Siegmund

Ab 1928 war er Gauleiter der NSDAP in der preußischen Provinz Ostpreußen. Von September 1930 bis 1945 vertrat er den Wahlkreis Ostpreußen zunächst im Reichstag der Weimarer Republik, dann im nationalsozialistischen Reichstag. Nach dem Wahlsieg der NSDAP bei der Reichstagswahl März 1933 erhielt er 1933 trotz des Widerstandes der preußischen Regierung das staatliche Amt eines Preußischen Staatsrats. Er drängte den ostpreußischen Oberpräsidenten Wilhelm Kutscher aus dem Amt und machte sich zu dessen Nachfolger. Im August 1933 übernahm er auch das Amt des  Präses der Provinzialsynode der Kirchenprovinz Ostpreußen.
Ohne jemals einer Studentenverbindung angehört zu haben, wurde Koch 1933 Ehrenmitglied des Königsberger VDSt im Verband der Vereine Deutscher Studenten. Seine Ernennung wurde am 31. Juli 1933 auf dem Kommers des 48. Königsberger Stiftungsfests bekanntgegeben. Zustande gekommen war die Verbindung wahrscheinlich durch Hermann Bethke, der unter Koch als Vizepräsident im Oberpräsidium Königsberg tätig war.
Mit Hilfe der Erich-Koch-Stiftung machte sich der Gauleiter zum reichsten Mann Ostpreußens. Kochs Korruption war der Öffentlichkeit kaum bekannt und wurde von Hitler hingenommen. Koch meldete als erster Gauleiter die vorgebliche Beseitigung der enormen Arbeitslosigkeit, ungeachtet dessen, dass sein Gau der strukturschwächste des Reiches war. Auch in der Gleichschaltung der Verwaltung und in der Bekämpfung der politischen und kirchlichen Opposition war Koch nach NS-Maßstäben erfolgreich. Ostpreußen galt als NS-Mustergau. 1935 kam es zu einem Machtkampf zwischen Koch und anderen; Bach-Zelewski sammelte dazu Hunderte von Belastungszeugen gegen ihn. Koch wurde am 26. November 1935 nach Berlin transportiert und aller seiner Ämter enthoben. Am 22. Dezember setzte Hitler Koch aber wieder in die alte Machtfülle ein; Himmler sprach fortan nur noch von „diesem Schweinehund Koch“.
1938 wurde Koch zum SA-Obergruppenführer ernannt.

### Zweiter Weltkrieg

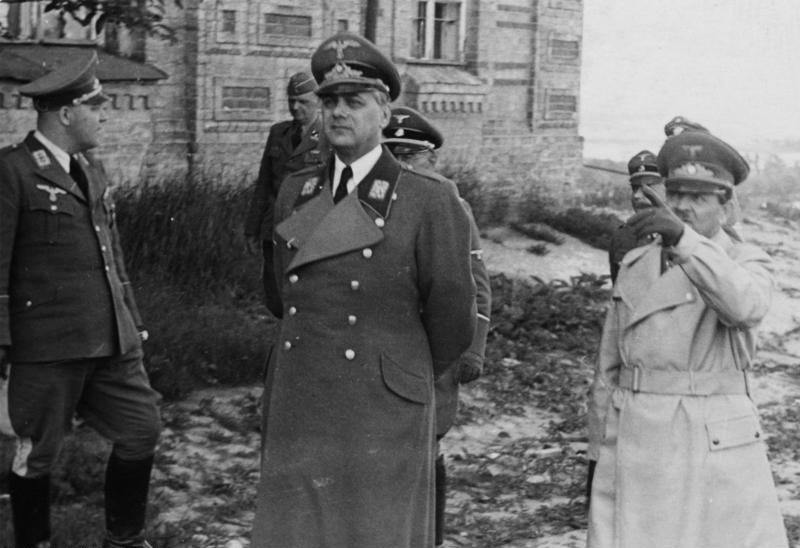
Erich Koch (rechts) und Alfred Rosenberg (Mitte) im Reichskommissariat Ukraine

Mit dem Beginn des Zweiten Weltkrieges wurde Erich Koch zum Reichsverteidigungskommissar für Ostpreußen (Wehrkreis I) ernannt. Nach dem Ende des Überfalls auf Polen musste er den Regierungsbezirk Westpreußen am 26. Oktober 1939 an den neuen Reichsgau Westpreußen (später Danzig-Westpreußen) abtreten, bekam dafür aber den neuen Regierungsbezirk Zichenau (in Polen Ciechanów) hinzu. Dieser umfasste nur altpolnisches Gebiet und reichte bis über die Ufer von Weichsel und Narew. Nach dem Angriff gegen die Sowjetunion wurde Koch mit dem 1. August 1941 zum „Zivilkommissar“ ernannt. Als Chef der Zivilverwaltung im Bezirk Białystok war er bis 1945 für die Festlegung und Umsetzung der Besatzungspolitik verantwortlich.
Ab 1. September 1941 nahm er auch die Funktionen eines Reichskommissars für das Reichskommissariat Ukraine wahr. Damit wurde Koch der mächtigste Mann Osteuropas. Sein „Herrschaftsbereich“ reichte im September 1942 von Königsberg über Zichenau, Białystok, Kiew, Nikolajew und Poltawa bis zum Schwarzen Meer und auf die Ostseite des Dnepr. Er umfasste deutsches, polnisches und ukrainisches Gebiet.
Bei der Gefangennahme von zivilen Arbeitskräften für die Zwangsarbeit im Deutschen Reich arbeitete er mit dem Generalbevollmächtigten für den Arbeitseinsatz, Fritz Sauckel, zusammen. Er war in seinem Zuständigkeitsbereich am Völkermord der polnischen und ukrainischen Juden führend beteiligt. Unter seiner Herrschaft wurden die weiterführenden Schulen und Universitäten geschlossen, weil die Ukrainer nach dem Willen der deutschen Führung ungebildet bleiben sollten. Für die Versorgung der Wehrmacht und der deutschen Zivilbevölkerung mit Lebensmitteln wurden diese in so großen Mengen aus der Ukraine abtransportiert, dass die einheimische Bevölkerung extrem schlecht versorgt wurde.
Am 21. September 1944 ernannte Hitler Koch zum Nachfolger von Hinrich Lohse als Reichskommissar für das Ostland.
Im Zusammenhang mit dem deutschen Rückzug wurde Koch am 25. November 1944 zum Chef des Volkssturms im Gau Ostpreußen ernannt. Im Frühjahr 1945 wurde er von General Otto Lasch, dem Kommandanten der zur Festung erklärten Stadt Königsberg, mehrmals dazu gedrängt, die bereits durch die Luftangriffe auf Königsberg in Trümmern liegende Stadt den sowjetischen Truppen zu übergeben, die Königsberg bereits seit dem 31. Januar 1945 eingekesselt hatten. Koch lehnte dies stets mit der Begründung ab, dass Lasch Soldat sei und als solcher zu kämpfen habe („Man kapituliert doch nicht so ohne weiteres! Kapitulation ist eine Frage der Ehre!“). Tatsächlich kapitulierte Lasch erst, als sowjetische Soldaten am 9. April 1945 vor seinem Befehlsbunker am Paradeplatz auftauchten. Dafür wurde er von Hitler in Abwesenheit zur Degradierung wegen Feigheit vor dem Feind sowie zum Tode und seine Angehörigen zu Sippenhaft verurteilt. Auslöser dieses Verfahrens soll ein Telegramm Kochs gewesen sein mit dem Wortlaut: „Der Befehlshaber von Königsberg, Lasch, hat einen Augenblick meiner Abwesenheit aus der Festung benutzt, um feige zu kapitulieren. Ich kämpfe im Samland und auf der Nehrung weiter.“
Mit dem so genannten „Gauleiterzug“ verließ Koch den Königsberger Nordbahnhof in der Nacht auf den 22. Januar 1945. Im eingeschlossenen Königsberg tauchten Flugblätter des Nationalkomitees Freies Deutschland mit der Schlagzeile „Wo ist Volkssturmmann Koch?“ auf. Die dort getroffene Feststellung, Koch habe als erster Volkssturmmann Königsberg verlassen, wurde in der Bevölkerung „stark diskutiert“. Koch flog mehrmals zur Koordinierung verschiedener Maßnahmen in das belagerte Königsberg, letztmals wohl am 4. und 5. April 1945, unmittelbar vor Beginn des sowjetischen Angriffs. Außerdem verlegte er sein Stabsquartier noch in den ersten Februarwochen in den umkämpften Heiligenbeiler Kessel, um dort die Evakuierung der Flüchtlinge über das Eis des Frischen Haffs zu organisieren.

### Flucht und Verhaftung
Erich Koch floh am 24. April 1945 mit einem Flugzeug von Pillau-Neutief auf die Halbinsel Hela, von wo er auf dem eigens für ihn bereitgehaltenen Hochsee-Eisbrecher Ostpreußen am 27. April 1945 vor den vorrückenden Truppen der Roten Armee über die Ostsee entkommen konnte. Am 29. April 1945 erreichte er Saßnitz, das ebenfalls schon von der Roten Armee bedroht wurde, am 30. April 1945 Kopenhagen und am 5. Mai 1945 Flensburg. Dort nahm er eine neue Identität an, indem er sich falsche Papiere ausstellen ließ. Sein „Hitlerbärtchen“ rasierte er ab, zudem trug er nun zur Tarnung eine Brille (vgl. Rattenlinie Nord). Dies schützte ihn tatsächlich vor der Entdeckung: Als er, noch in Schleswig-Holstein, von einem britischen Kommando aufgegriffen wurde, wurde er nicht verhaftet, sondern unter seinem falschen Namen in das Kriegsgefangenenlager – und ehemalige Arbeitsdienstlager – Wolfsberg bei Hasenmoor in der Nähe Hamburgs eingeliefert. Nach Auflösung des Lagers blieb Koch in der dazugehörigen Gemeinde. Er mietete sich in einem einsam gelegenen Haus ein, in dem noch weitere Flüchtlinge untergebracht waren. Dort lebte er sehr zurückgezogen und pflegte mit seinen Nachbarn ein sehr auskömmliches Verhältnis, wohingegen er sich in seiner Dienstzeit als Gauleiter herrschsüchtig und cholerisch gezeigt hatte.
Seinen Lebensunterhalt verdiente er durch Vertretungen, gelegentliche Landarbeit und den Ertrag einer kleinen Gartenparzelle, die er bewirtschaftete. Nach der Währungsreform im Jahr 1948 erhielt er Arbeitslosenunterstützung in Höhe von 18 Mark. Zwei ihm gehörende Grundstücke in Westdeutschland konnte er als gesuchter Kriegsverbrecher nicht nutzen; er gab sich als „ehemaliger Major der Reserve Rolf Berger“ aus. Bei seiner Verhaftung im Mai 1949 besaß er aber dennoch fast 250 DM, was für einen angeblich vermögenslosen Flüchtling knapp ein Jahr nach der Währungsreform ein erklecklicher Betrag war.
Zu seiner Verhaftung am 24. Mai 1949 kam es, als er, der ehemalige Reichsredner,  bei einer öffentlichen Flüchtlingsversammlung das Wort ergriff und sich zum Versammlungsleiter wählen ließ. Dabei wurde er erkannt und angezeigt. Am Abend desselben Tages wurde er von einem britischen Offizier und einem deutschen Kriminalbeamten aufgesucht und verhaftet.

### Auslieferung an Polen
Koch trug zwar wie alle hohen NSDAP-Parteifunktionäre zwei Giftampullen bei sich, machte aber keinen Gebrauch davon. Vor dem deutschen Haftrichter gestand er sofort seine wahre Identität; er wies darauf hin, dass er als Deutscher nach den Bestimmungen des vor drei Tagen in Kraft getretenen Grundgesetzes nicht an das Ausland ausgeliefert werden dürfe. Jedoch erließ die Spruchkammer Hamburg-Bergedorf einen Haftbefehl mit der Begründung, dass er nach dem 1. September 1939 Mitglied einer verbrecherischen Organisation gewesen sei und dem Korps der Politischen Leiter der NSDAP angehört habe, zudem bestehe Fluchtgefahr. Am 10. Juni 1949 wurde er an das Spruchgericht Bielefeld überstellt. Dort wurde er in Einzelhaft genommen sowie strengsten Brief- und Besuchskontrollen unterworfen, da befürchtet wurde, dass er durch frühere Nationalsozialisten befreit werden könnte.
Am 2. Juli 1949 setzten die britischen Besatzungsbehörden polnische Behörden von Kochs Verhaftung in Kenntnis und boten seine Auslieferung an. Polen stellte am 24. Juli einen entsprechenden Antrag, die Sowjetunion zog am 6. August nach. Am 7. Oktober 1949 wurde Koch wieder den britischen Besatzungsbehörden übergeben und vor ein „Extraditions-Tribunal“ in Hamburg gestellt, da bereits 1943 bestimmt worden war, dass deutsche Kriegsverbrecher in den Ländern abgeurteilt werden sollten, in denen sie ihre Taten begangen hatten. Koch wurde der Kriegsverbrechen gemäß Kontrollratsgesetz Nr. 10, Artikel II, beschuldigt. Die Vertreter Polens und der Sowjetunion legten umfangreiches Beweismaterial vor. Im Dezember 1949 forderten die britischen Besatzungsbehörden Polen auf, Koch im Militärgefängnis Werl abzuholen. Polen wurde der Vorzug gegenüber der Sowjetunion gegeben, da es den Auslieferungsantrag früher gestellt und das stichhaltigere Beweismaterial vorgelegt hatte. Koch trat am 31. Dezember 1949 in einen Hungerstreik; seine Auslieferung konnte er damit nicht verhindern.

### Prozess und Verurteilung in Polen
Am 10. Januar 1950 wurde Koch über Helmstedt und Küstrin nach Warschau gebracht, wo er im Gefängnis Mokotów inhaftiert wurde. Den Prozessauftakt verschleppte er bis zum 9. Januar 1957 und stellte zudem im Herbst 1957 mehrere Gnadengesuche. Mehrere Anklagepunkte wurden aufgrund eines Amnestiegesetzes vom 27. April 1956 fallengelassen. Das Gericht beschränkte sich zudem darauf, nur über die Verbrechen Kochs auf polnischem Territorium zu verhandeln. Daher waren seine Verbrechen in der Ukraine nicht Gegenstand des Verfahrens. Ein von der Stasi präparierter Zeuge sagte zum Erstaunen der polnischen Staatsanwälte aus, Koch habe den Befehl zum Massaker von Katyn gegeben, doch wurde diese Aussage vom Gericht ignoriert. Am 9. März 1959 wurde er durch das polnische Gericht in Warschau wegen Kriegsverbrechen gegen polnische Staatsbürger zum Tode verurteilt. Die Hinrichtung blieb ihm jedoch erspart, da er an chronischem Blasenkrebs litt und Todesurteile in Polen nur an gesunden Verurteilten vollstreckt wurden. In seinem Schlusswort vor Gericht äußerte Koch Unverständnis darüber, sich vor Gericht verantworten zu müssen, während sein ehemaliger enger Mitarbeiter Theodor Oberländer unbehelligt in Bonn Minister sei. 1960 wurde das Urteil in lebenslange Haft umgewandelt.
Außerdem vermutete man, dass Koch Informationen über den Verbleib des Bernsteinzimmers besaß. Der polnische Geheimdienst SB und der sowjetische KGB versuchten gemeinsam, ihm entsprechende Informationen zu entlocken. Koch machte auch in seinem 1967 vor einer Operation niedergeschriebenen Testament Andeutungen darüber. Das Testament tauchte im Jahr 2003 in Polen wieder auf und wurde von einem ehemaligen Gefängniswärter zusammen mit weiteren persönlichen Notizen und Briefen nach Deutschland verkauft.
Ab 1965 wurde er im Gefängnis von Barczewo (Wartenburg), einem ehemaligen Kloster, inhaftiert. Am 12. November 1986 starb Koch im Alter von 90 Jahren in diesem Gefängnis.

## Filme
- Gauleiter Erich Koch. UFA-Film vom 11. November 1958 über den Prozess gegen den ehemaligen Gauleiter Ostpreußen Erich Koch (37 Min.)
- Der Gauleiter Erich Koch. Fernsehdokumentation, Süddeutscher Rundfunk, 1992 (Autor: Wilhelm Reschl)